# 瓦迪幸姆
瓦迪幸姆（Oued Zem）是非洲北部國家摩洛哥的城市，由沙維雅-瓦拉迪格大區負責管轄，海拔高度790米，位於首都拉巴特東南173公里，距離達爾貝達152公里，市中心有一個面積400平方米的湖泊，2008年人口89,970。
32°52′N 6°34′W / 32.867°N 6.567°W